# 序列紧
在數學上, 若一個拓撲空間裏，每個無窮序列都有收斂子序列，則稱該拓撲空間序列緊（英語：sequentially compact）。
雖然對於度量空間，緊等價於序列緊，但是對於一般的拓撲空間來說，緊（英語：compact）和序列緊是兩個不等價的性質。

## 例子和性質
實數軸上的標準拓撲不是序列緊的，例如 (sn = n) 便是一個沒有收斂子序列的序列。但由波爾查諾－魏爾斯特拉斯定理可知所有{\displaystyle \mathbb {R} }上的閉區間導出的子空間拓撲都是序列緊的。
對於度量空間，序列緊與緊等價。 然而，一般情況下，存在序列緊而非緊的拓撲空間，比如具有序拓撲的首個不可數序數，也存在緊而非序列緊的拓撲空間，比如由 {\displaystyle 2^{\aleph _{0}}={\mathfrak {c}}} 多個單位閉區間組成的積空間。

## 有關概念
- 若拓撲空間 X 的任意無窮子集都有一個極限點在 X 中，則稱 X 為聚點緊的。
- 若拓撲空間 X 的任意可數開覆蓋都有一個有限子覆蓋，則稱 X 為可數緊的。

對於度量空間，序列緊、聚點緊、可數緊、緊都是互相等價的性質。
對於序列空間，序列緊與可數緊等價。
單點緊化的構想是，在拓撲空間中加入一點，然後要求所有無收斂子序列的序列都收斂到該額外的點。
例如實數軸的單點緊化{\displaystyle \alpha \mathbb {R} }，它令所有在標準拓撲不收斂的序列收斂至額外的點，該點又稱為無窮遠點。